# Bisdom Kumba
Het bisdom Kumba (Latijn: Dioecesis Kumbana) is een rooms-katholiek bisdom met als zetel Kumba in Kameroen. Het bisdom is suffragaan aan het aartsbisdom Bamenda en werd opgericht in 2016. De hoofdkerk is de Heilig Hartkathedraal van Kumba.
Het bisdom omvat de departementen Ndian en Meme en een deel van het departement Kupe-Manenguba, alle in de regio Sud-Ouest. In 2019 telde het bisdom 25 parochies. Het bisdom heeft een oppervlakte van 11.431 km2 en telde in 2019 564.000 inwoners waarvan 44,9% rooms-katholiek was.

## Geschiedenis
De eerste parochie in het bisdom werd gesticht in 1905, in Ikassa. Het bisdom is opgericht op 15 maart 2016 uit delen van het bisdom Buéa.

## Bisschoppen
- Agapitus Enuyehnyoh Nfon (2016-)